# Reforma Emancipadora de 1861 na Rússia

Pintura alusiva de Boris Kustodiev em 1907.

A Reforma Emancipadora de 1861 na Rússia, também conhecida como Emancipação dos Servos (em russo:  Крестьянская реформа 1861 года; em português: "Reforma camponesa de 1861") foi a primeira e mais importante das reformas liberais levadas a cabo durante o reinado de Alexandre II da Rússia. A reforma significou a liquidação da dependência servil a que era submetido o campesinato russo. 
A base legal da reforma foi o Manifesto de Emancipação, que, em 3 de março de 1861 (19 de fevereiro de 1861, no calendário juliano), proclamou a emancipação dos servos domésticos e dos que trabalhavam em terras privadas. O Manifesto foi seguido por uma série de decretos denominados "Regulações concernentes aos camponeses que deixam a servidão" (Положения о крестьянах выходящих из крепостной зависимости, translit. Polozheniya o krestyanakh vykhodyashchikh iz krepostnoi zavisimosti) e resultou na outorga de plenos direitos de cidadãos livres aos mujiques (servos), tornando-os capazes de estabelecer negócios próprios, bem como de comprar as terras em que habitavam e que trabalhavam. Também podiam casar-se sem precisar de permissão. Os servos domésticos, porém, não tinham a perspectiva de comprar terras, uma vez emancipados. 
O Estado também possuía servos nas propriedades imperiais, os quais só foram emancipados em 1866, obtendo, porém, terras melhores e áreas maiores.
Pelo édito, mais de vinte e três milhões de pessoas foram emancipadas. Contudo, mais de 40% das terras da Rússia continuaram nas mãos dos boiardos, enquanto os camponeses permaneceram na miséria, tornando o campo russo uma verdadeira "panela de pressão". Alexandre II foi assassinado em 13 de março de 1881 por militantes do grupo terrorista Naródnaia vólia (translit.: Народная воля; em português: Vontade do Povo), um movimento nihilista defensor do anarquismo comunista.